# 萨鲁-圣朱利安
萨鲁-圣于连（法語：Sarroux - Saint-Julien，法語發音：[saʁu sɛ̃ ʒyljɛ̃]）是法国科雷兹省的一个市镇，位于该省东部，属于于塞勒区。

## 历史
萨鲁-圣于连成立于于2017年1月1日，由萨鲁和博尔附近圣于连合并而成，其中萨鲁为政府驻地。

## 地理
萨鲁-圣朱利安（45°24'52"N, 2°25'54"E）面积54.39 平方千米，位于法国新阿基坦大区科雷兹省，该省份为法国中南部省份，北起上维埃纳省和克勒兹省，西接多爾多涅省，南至洛特省，东临多姆山省和康塔爾省。
与萨鲁-圣朱利安接壤的市镇（或旧市镇、城区）包括：博尔附近圣博内、塔拉米、莫内斯捷波尔迪约、博略、拉诺布尔、博尔莱索格、马迪克、尚帕尼亚克、圣皮埃尔、罗什勒佩鲁、马尔热里德。
萨鲁-圣朱利安的时区为UTC+01:00、UTC+02:00（夏令时）。

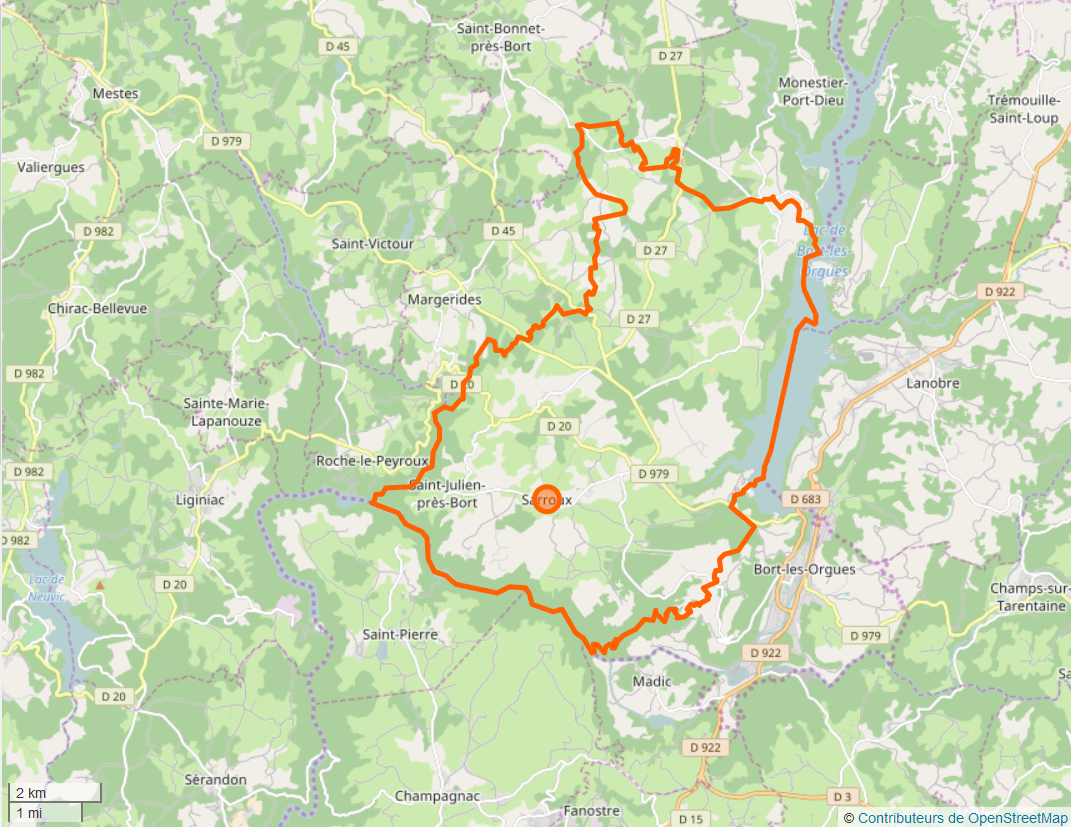
萨鲁-圣朱利安的OSM定位图

## 行政
萨鲁-圣朱利安的邮政编码为19110，INSEE市镇编码为19252。

## 政治
萨鲁-圣朱利安所属的省级选区为上多尔多涅县。

## 人口
萨鲁-圣朱利安于2022年1月1日时的人口数量为867人。